# Alfons Tusell Alonso
Alfons Tusell Alonso (Barcelona, 11 d'abril de 1906 – Barcelona, 23 de febrer de 1960) fou un waterpolista i nedador català que va competir a començaments del segle xx.
El 1920 va prendre part en els Jocs Olímpics d'Anvers, on disputà la competició de waterpolo. Aquest fou el debut de la selecció espanyola en uns Jocs, en els quals finalitzà en una meritòria setena posició.
Membre del CN Barcelona, en el seu palmarès destaquen dos Campionats d'Espanya (1920, 1921) i cinc de Catalunya (1921 a 1925). Com a nedador destacà en la modalitat de braça. El 1918 i 1919 guanyà els campionats d'Espanya de 100 i 200 metres braça respectivament. Posteriorment, el 1925, guanyà el campionat de Catalunya de 200 metres braça i de relleus 4 × 50 metres estils.